# Geocalyx
Geocalyx es un género de musgos hepáticas perteneciente a la familia Geocalycaceae. Comprende 8 especies descritas y de estas, solo 3 aceptadas.

## Taxonomía
El género fue descrito por Christian Gottfried Daniel Nees von Esenbeck y publicado en Naturgeschichte der Europäischen Lebermoose 1: 97. 1833. La especie tipo es: G. graveolens (H. E. Schrader) C. G. D. Nees (=Jungermannia graveolens H. E. Schrader)

## Especies
- Geocalyx graveolens (Schrad.) Nees
- Geocalyx lancistipulus (Stephani) S. Hatt.
- Geocalyx orientalis Besch. & Spruce